# 1577
Năm 1577 (số La Mã: MDLXXVII) là một năm thường bắt đầu vào thứ Ba  trong lịch Julius.

## Mất
- Liễu Hạnh Công chúa